# Skull Thrash Zone Vol.1
Skull Thrash Zone Vol.1 è un album raccolta di brani della scena giapponese heavy metal underground anni ottanta, pubblicato nel febbraio 1987.
Nel disco figurano alcune band che negli anni seguenti avrebbero avuto successo, come gli X Japan (allora chiamati semplicemente "X").

## Tracce
1. You End Get Up You - 3:30 (Doom)
2. Dooms Days - 4:55 (Doom)
3. Endless War - 4:42 (Shell Shock)
4. Through the Night - 3:33 (Shell Shock)
5. Stab Me in the Back - 3:04 (X)
6. No Connexion - 2:52 (X)
7. Kagami Yo Kagami - 1:48 (Jurassic Jade)
8. The Old Kingdom of Hell - 3:03 (Jurassic Jade)
9. Death Train - 3:11 (Ground Zero)
10. Victim of King - 4:24 (Ground Zero)
11. Death of Thrill - 3:39 (Rose Rose)
12. There's No Realism - 4:29 (Rose Rose)